# Propofol
Propofol (markedsnavne bl.a. Diprivan (AstraZeneca) og Propolipid) er et hurtigt- og korttidsvirkende intravenøst lægemiddel, der anvendes til universel anæstesi (narkose) under kirurgiske indgreb og til sedering af respiratorpatienter på intensivafdelinger. Det anvendes desuden indenfor veterinærmedicin. 
Præparatet har en god afslappende og beroligende effekt, og udmærker sig ved at patienten hurtigt vågner op. Idet præparatet har en dårlig smertestillende effekt anvendes det oftest sammen med et smertestillende middel.
Propofol er en karakteristisk hvidlig emulsion, der bl.a. indeholder sojaolie.
En overdosis af Propofol var den officielle (og egentlige) dødsårsag for sangeren Michael Jackson, der døde d. 25. juni 2009.